# Coupe Spengler
Pour les articles homonymes, voir Spengler.
La Coupe Spengler est la plus ancienne compétition internationale de club de hockey sur glace après celle de la Coupe Stanley. Elle a lieu chaque année à Davos et se déroule entre Noël et le Nouvel An. Les équipes participantes sont invitées par l'équipe hôte, le HC Davos.
L'équipe du Canada, qui envoie généralement une sélection de joueurs nationaux évoluant principalement en Europe, et le HC Davos sont les formations les plus titrées de la compétition avec 16 succès tandis que le club français de l'ACBB remporte trois titres en seulement quatre participations.

## Histoire

### Aspect sportif

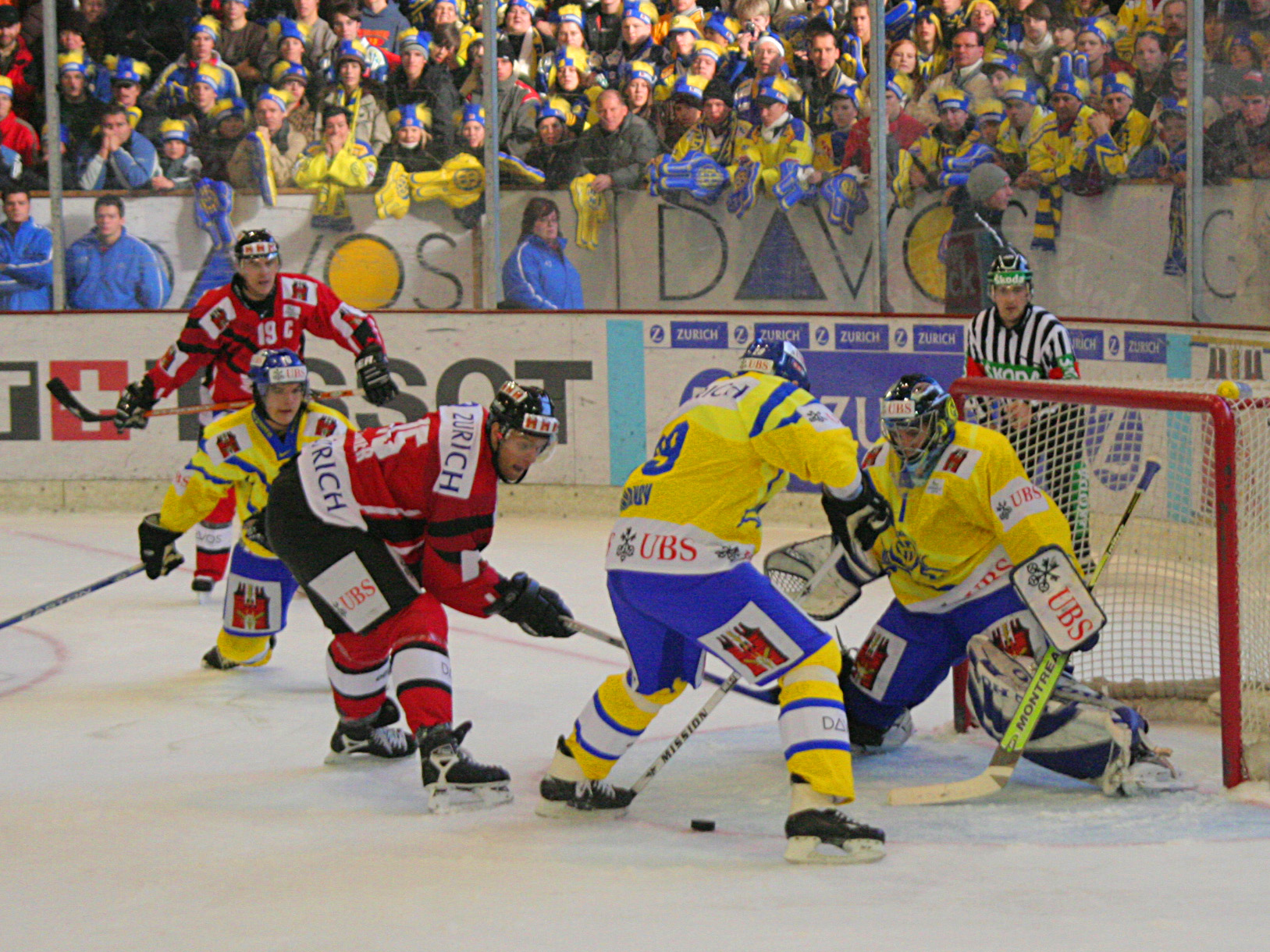
Une rencontre opposant le HC Davos à Équipe Canada en 2006.

La Coupe Spengler doit son existence au docteur Carl Spengler, fils d'Alexander Spengler, qui a offert la première coupe en 1923, ainsi qu'au docteur Paul Müller senior, qui en a été le vrai instigateur. Jusqu'en 2010, cinq équipes sont conviées et rencontrent les quatre autres, les deux premières du classement final jouant la finale le 31 décembre. La compétition accueille essentiellement des clubs européens, même si certaines équipes nationales ont également été invitées par le HC Davos. Depuis sa première participation en 1984, l'équipe du Canada, composée majoritairement de joueurs canadiens évoluant en Suisse, domine le tournoi avec 14 titres remportés et 23 participations à la finale. Pour l'édition 2010, les organisateurs, à la suite de la pression des autres clubs helvétiques, annoncent la participation d'un deuxième club suisse. Les six participants sont divisés en deux poules de 3 et bénéficient d'un jour de repos supplémentaire.

### Aspect économique

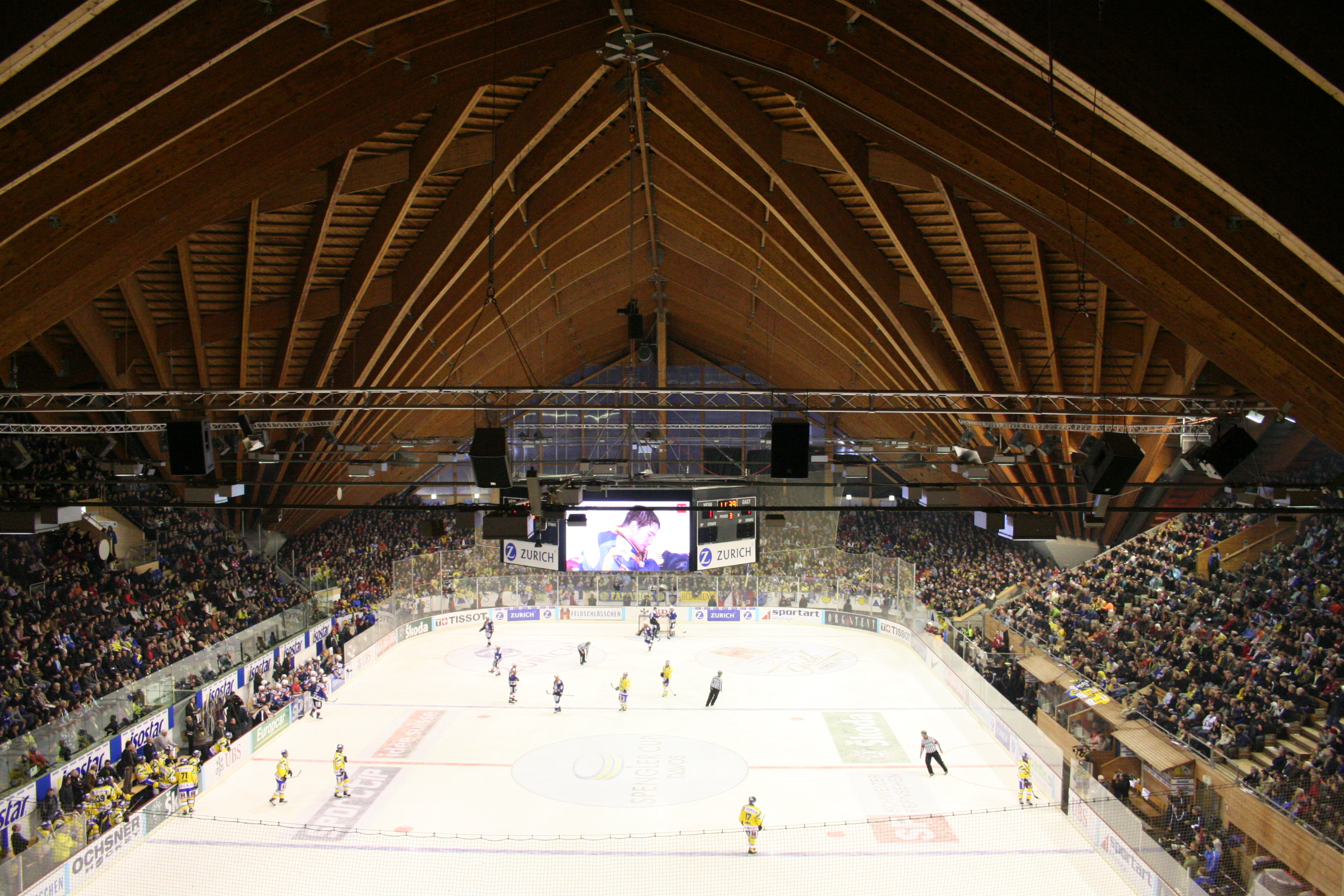
L'Eisstadion Davos, à cette époque Vaillant Arena, lors de l'édition 2006.

Le but initial de ce tournoi était de réunir des hockeyeurs du monde entier et d'entretenir ainsi des contacts amicaux année après année. Peu à peu, l'accent a été mis sur la compétition sportive, la publicité et le sponsoring, notamment dès l'adoption en 1981 du slogan « Panem et circenses » (« du pain et des jeux »). Cette stratégie a entraîné l'accroissement de l'intérêt des médias pour cette compétition, qui attire actuellement quelque 80 000 spectateurs par édition. Ce tournoi apporte en outre une manne financière importante au club hôte, le HC Davos, et est un atout pour la station grisonne, qui accueille également le Forum économique mondial au mois de janvier.

## Vainqueurs et finalistes
La liste ci-dessous présente l'ensemble des vainqueurs de la Coupe Spengler depuis sa mise en place, en 1923.
| Édition | Vainqueur                                                 | Finaliste                                                 |
| ------- | --------------------------------------------------------- | --------------------------------------------------------- |
| 1923    | Université d'Oxford                                       | Berlin SC                                                 |
| 1924    | Berlin SC                                                 | HC Davos                                                  |
| 1925    | Université d'Oxford                                       | HC Davos                                                  |
| 1926    | Berlin SC                                                 | HC Davos                                                  |
| 1927    | HC Davos                                                  | Berlin SC                                                 |
| 1928    | Berlin SC (3)                                             | Université de Cambridge                                   |
| 1929    | LTC Prague                                                | HC Davos                                                  |
| 1930    | LTC Prague                                                | HC Davos                                                  |
| 1931    | Université d'Oxford                                       | Berlin SC                                                 |
| 1932    | Université d'Oxford (4) LTC Prague                        | Finale : Oxford - LTC 0-0 a. p.                           |
| 1933    | HC Davos                                                  | Rapides de Paris                                          |
| 1934    | HC Diavoli Rossoneri Milan                                | Université d'Oxford                                       |
| 1935    | HC Diavoli Rossoneri Milan                                | HC Davos                                                  |
| 1936    | HC Davos                                                  | LTC Prague                                                |
| 1937    | LTC Prague                                                | HC Davos                                                  |
| 1938    | HC Davos                                                  | LTC Prague                                                |
| 1939    | Annulée à cause de la Seconde Guerre mondiale             | Annulée à cause de la Seconde Guerre mondiale             |
| 1940    | Annulée à cause de la Seconde Guerre mondiale             | Annulée à cause de la Seconde Guerre mondiale             |
| 1941    | HC Davos                                                  | Berlin SC                                                 |
| 1942    | HC Davos                                                  | Zürcher SC                                                |
| 1943    | HC Davos                                                  | Zürcher SC                                                |
| 1944    | Zürcher SC                                                | Lausanne HC                                               |
| 1945    | Zürcher SC (2)                                            | HC Davos                                                  |
| 1946    | LTC Prague                                                | HC Davos                                                  |
| 1947    | LTC Prague                                                | HC Davos                                                  |
| 1948    | LTC Prague (7)                                            | HC Davos                                                  |
| 1949    | Annulée en raison des fortes tensions de la guerre froide | Annulée en raison des fortes tensions de la guerre froide |
| 1950    | HC Diavoli Rossoneri Milan (3)                            | AIK IF                                                    |
| 1951    | HC Davos                                                  | Krefelder EV                                              |
| 1952    | EV Füssen                                                 | Zürcher SC                                                |
| 1953    | HC Milan                                                  | HC Davos                                                  |
| 1954    | HC Milan (2)                                              | EV Füssen                                                 |
| 1955    | Rudá hvězda Brno (1)                                      | HC Davos                                                  |
| 1956    | Annulée pour raisons financières                          | Annulée pour raisons financières                          |
| 1957    | HC Davos                                                  | Rudá hvězda Brno                                          |
| 1958    | HC Davos                                                  | Diavoli HC Milan                                          |
| 1959    | AC Boulogne-Billancourt                                   | EV Füssen                                                 |
| 1960    | AC Boulogne-Billancourt                                   | HC Davos                                                  |
| 1961    | AC Boulogne-Billancourt (3)                               | EV Füssen                                                 |
| 1962    | TJ Spartak Praha Sokolovo                                 | EV Füssen                                                 |
| 1963    | TJ Spartak Praha Sokolovo (2)                             | EC Klagenfurt AC                                          |
| 1964    | EV Füssen (2)                                             | MoDo AIK                                                  |
| 1965    | ASD Dukla Jihlava                                         | Västerås IK                                               |
| 1966    | ASD Dukla Jihlava                                         | CP Liège                                                  |
| 1967    | Lokomotiv Moscou                                          | Kingston Aces (en)                                        |
| 1968    | ASD Dukla Jihlava                                         | Rögle BK                                                  |
| 1969    | Lokomotiv Moscou (2)                                      | ASD Dukla Jihlava                                         |
| 1970    | SKA Leningrad                                             | ASD Dukla Jihlava                                         |
| 1971    | SKA Leningrad                                             | Slovan ChZJD Bratislava                                   |
| 1972    | Slovan ChZJD Bratislava                                   | Torpedo Gorki                                             |
| 1973    | Slovan ChZJD Bratislava                                   | Traktor Tcheliabinsk                                      |
| 1974    | Slovan ChZJD Bratislava (3)                               | Pologne                                                   |
| 1975    | Tchécoslovaquie (1)                                       | Finlande                                                  |
| 1976    | Union soviétique B (1)                                    | Tchécoslovaquie B                                         |
| 1977    | SKA Leningrad                                             | ASD Dukla Jihlava                                         |
| 1978    | ASD Dukla Jihlava                                         | AIK IF                                                    |
| 1979    | Krylia Sovetov Moscou (1)                                 | Düsseldorfer EG                                           |
| 1980    | HK Spartak Moscou                                         | TJ Vítkovice                                              |
| 1981    | HK Spartak Moscou                                         | HC Davos                                                  |
| 1982    | ASD Dukla Jihlava (5)                                     | HK Spartak Moscou                                         |
| 1983    | HK Dinamo Moscou                                          | ASD Dukla Jihlava                                         |
| 1984    | Canada                                                    | ASD Dukla Jihlava                                         |
| 1985    | HK Spartak Moscou                                         | Canada                                                    |
| 1986    | Canada                                                    | HK Sokil Kiev                                             |
| 1987    | Canada                                                    | Krylia Sovetov Moscou                                     |
| 1988    | États-Unis (1)                                            | Canada                                                    |
| 1989    | HK Spartak Moscou                                         | Färjestad BK                                              |
| 1990    | HK Spartak Moscou (6)                                     | Canada                                                    |
| 1991    | HK CSKA Moscou (1)                                        | HC Lugano                                                 |
| 1992    | Canada                                                    | Färjestad BK                                              |
| 1993    | Färjestad BK                                              | HC Davos                                                  |
| 1994    | Färjestad BK (2)                                          | HC Davos                                                  |
| 1995    | Canada                                                    | HK Lada Togliatti                                         |
| 1996    | Canada                                                    | HC Davos                                                  |
| 1997    | Canada                                                    | Färjestad BK                                              |
| 1998    | Canada                                                    | HC Davos                                                  |
| 1999    | Kölner Haie (1)                                           | Metallourg Magnitogorsk                                   |
| 2000    | HC Davos                                                  | Canada                                                    |
| 2001    | HC Davos                                                  | Canada                                                    |
| 2002    | Canada                                                    | HC Davos                                                  |
| 2003    | Canada                                                    | HC Davos                                                  |
| 2004    | HC Davos                                                  | HC Sparta Prague                                          |
| 2005    | Metallourg Magnitogorsk (1)                               | Canada                                                    |
| 2006    | HC Davos                                                  | Canada                                                    |
| 2007    | Canada                                                    | Salavat Ioulaïev Oufa                                     |
| 2008    | Dinamo Moscou (2)                                         | Canada                                                    |
| 2009    | Dinamo Minsk (1)                                          | HC Davos                                                  |
| 2010    | SKA Saint-Pétersbourg (4)                                 | Canada                                                    |
| 2011    | HC Davos                                                  | Dinamo Riga                                               |
| 2012    | Canada                                                    | HC Davos                                                  |
| 2013    | Genève-Servette HC                                        | HK CSKA Moscou                                            |
| 2014    | Genève-Servette HC (2)                                    | Salavat Ioulaïev Oufa                                     |
| 2015    | Canada                                                    | HC Lugano                                                 |
| 2016    | Canada                                                    | HC Lugano                                                 |
| 2017    | Canada                                                    | Suisse                                                    |
| 2018    | KalPa (1)                                                 | Canada                                                    |
| 2019    | Canada (16)                                               | HC Oceláři Třinec                                         |
| 2020    | Annulée en raison de la pandémie de Covid-19,             | Annulée en raison de la pandémie de Covid-19,             |
| 2021    | Annulée en raison de la pandémie de Covid-19,             | Annulée en raison de la pandémie de Covid-19,             |
| 2022    | HC Ambrì-Piotta (1)                                       | HC Sparta Prague                                          |
| 2023    | HC Davos (16)                                             | HC Dynamo Pardubice                                       |
| 2024    | HC Fribourg-Gottéron (1)                                  | Straubing Tigers                                          |

## Palmarès
| Rang | Club                       | Victoires                                                                                           | Finales perdues |
| ---- | -------------------------- | --------------------------------------------------------------------------------------------------- | --------------- |
| 1    | HC Davos                   | 16 (2023, 2011, 2006, 2004, 2001, 2000, 1958, 1957, 1951, 1943, 1942, 1941, 1938, 1936, 1933, 1927) | 23              |
| 2    | Canada                     | 16 (2019, 2017, 2016, 2015, 2012, 2007, 2003, 2002, 1998, 1997, 1996, 1995, 1992, 1987, 1986, 1984) | 10              |
| 3    | LTC Prague                 | 7 (1948, 1947, 1946, 1937, 1932, 1930, 1929)                                                        | 2               |
| 4    | ASD Dukla Jihlava          | 5 (1982, 1978, 1968, 1966, 1965)                                                                    | 4               |
| 5    | HK Spartak Moscou          | 5 (1990, 1989, 1985, 1981, 1980)                                                                    | 1               |
| 6    | Université d'Oxford        | 4 (1932, 1931, 1925, 1923)                                                                          | 2               |
| 7    | / SKA Saint-Pétersbourg    | 4 (2010, 1977, 1971, 1970)                                                                          | 0               |
| 8    | Berlin SC                  | 3 (1928, 1926, 1924)                                                                                | 4               |
| 9    | Slovan ChZJD Bratislava    | 3 (1974, 1973, 1972)                                                                                | 1               |
| 10   | AC Boulogne-Billancourt    | 3 (1961, 1960, 1959)                                                                                | 0               |
| 10   | HC Diavoli Rossoneri Milan | 3 (1950, 1935, 1934)                                                                                | 0               |
| 12   | EV Füssen                  | 2 (1964, 1952)                                                                                      | 4               |
| 13   | Färjestad BK               | 2 (1994, 1993)                                                                                      | 3               |
| 13   | Zürcher SC                 | 2 (1945, 1944)                                                                                      | 3               |
| 15   | HC Sparta Prague           | 2 (1963, 1962)                                                                                      | 2               |
| 16   | HC Milan                   | 2 (1954, 1953)                                                                                      | 0               |
| 16   | Genève-Servette HC         | 2 (2014, 2013)                                                                                      | 0               |
| 16   | / HK Dinamo Moscou         | 2 (2008, 1983)                                                                                      | 0               |
| 16   | HK Lokomotiv Moscou        | 2 (1969, 1967)                                                                                      | 0               |
| 20   | Metallourg Magnitogorsk    | 1 (2005)                                                                                            | 1               |
| 20   | Kölner Haie                | 1 (1999)                                                                                            | 1               |
| 20   | HK CSKA Moscou             | 1 (1991)                                                                                            | 1               |
| 20   | Krylia Sovetov Moscou      | 1 (1979)                                                                                            | 1               |
| 20   | Rudá hvězda Brno           | 1 (1955)                                                                                            | 1               |
| 25   | HC Fribourg-Gottéron       | 1 (2024)                                                                                            | 0               |
| 25   | HC Ambrì-Piotta            | 1 (2022)                                                                                            | 0               |
| 25   | KalPa                      | 1 (2018)                                                                                            | 0               |
| 25   | HK Dinamo Minsk            | 1 (2009)                                                                                            | 0               |
| 25   | États-Unis                 | 1 (1988)                                                                                            | 0               |
| 25   | Union soviétique B         | 1 (1976)                                                                                            | 0               |
| 25   | Tchécoslovaquie            | 1 (1975)                                                                                            | 0               |
| 31   | HC Lugano                  | 0                                                                                                   | 3               |
| 32   | Salavat Ioulaïev Oufa      | 0                                                                                                   | 2               |
| 32   | AIK IF                     | 0                                                                                                   | 2               |
| 34   | Straubing Tigers           | 0                                                                                                   | 1               |
| 34   | HC Dynamo Pardubice        | 0                                                                                                   | 1               |
| 34   | EC Klagenfurt AC           | 0                                                                                                   | 1               |
| 34   | CP Liège                   | 0                                                                                                   | 1               |
| 34   | Kingston Aces (en)         | 0                                                                                                   | 1               |
| 34   | HC Oceláři Třinec          | 0                                                                                                   | 1               |
| 34   | TJ Vítkovice               | 0                                                                                                   | 1               |
| 34   | Tchécoslovaquie B          | 0                                                                                                   | 1               |
| 34   | Finlande                   | 0                                                                                                   | 1               |
| 34   | Rapides de Paris           | 0                                                                                                   | 1               |
| 34   | Düsseldorfer EG            | 0                                                                                                   | 1               |
| 34   | Diavoli HC Milan           | 0                                                                                                   | 1               |
| 34   | Krefelder EV               | 0                                                                                                   | 1               |
| 34   | Lausanne HC                | 0                                                                                                   | 1               |
| 34   | Suisse                     | 0                                                                                                   | 1               |
| 34   | Université de Cambridge    | 0                                                                                                   | 1               |
| 34   | Dinamo Riga                | 0                                                                                                   | 1               |
| 34   | Pologne                    | 0                                                                                                   | 1               |
| 34   | HK Lada Togliatti          | 0                                                                                                   | 1               |
| 34   | MoDo AIK                   | 0                                                                                                   | 1               |
| 34   | Rögle BK                   | 0                                                                                                   | 1               |
| 34   | VIK Västerås HK            | 0                                                                                                   | 1               |
| 34   | HK Sokil Kiev              | 0                                                                                                   | 1               |
| 34   | Torpedo Gorki              | 0                                                                                                   | 1               |
| 34   | Traktor Tcheliabinsk       | 0                                                                                                   | 1               |

| Rang | Pays             | Victoires | Finales perdues |
| ---- | ---------------- | --------- | --------------- |
| 1    | Suisse           | 22        | 31              |
| 2    | Tchécoslovaquie  | 19        | 11              |
| 3    | Canada           | 16        | 10              |
| 4    | Union soviétique | 13        | 5               |
| 5    | Allemagne        | 6         | 12              |
| 6    | Italie           | 5         | 1               |
| 7    | Russie           | 4         | 5               |
| 8    | Grande-Bretagne  | 4         | 3               |
| 9    | France           | 3         | 1               |
| 10   | Suède            | 2         | 8               |
| 11   | Finlande         | 1         | 1               |
| 12   | Biélorussie      | 1         | 0               |
| 12   | États-Unis       | 1         | 0               |
| 14   | Tchéquie         | 0         | 3               |
| 15   | Autriche         | 0         | 1               |
| 15   | Belgique         | 0         | 1               |
| 15   | Lettonie         | 0         | 1               |
| 15   | Pologne          | 0         | 1               |